# Kilburn (Londen)
Kilburn is een wijk in het Londense bestuurlijke gebied Brent, in de regio Groot-Londen.

## Geboren
- A.A. Milne (1882-1956), schrijver (Winnie-the-Pooh)
- Trevor Baylis (1937-2018), uitvinder, stuntman en zwemkampioen
- Gavin Rossdale (1965), zanger, acteur

## Galerij

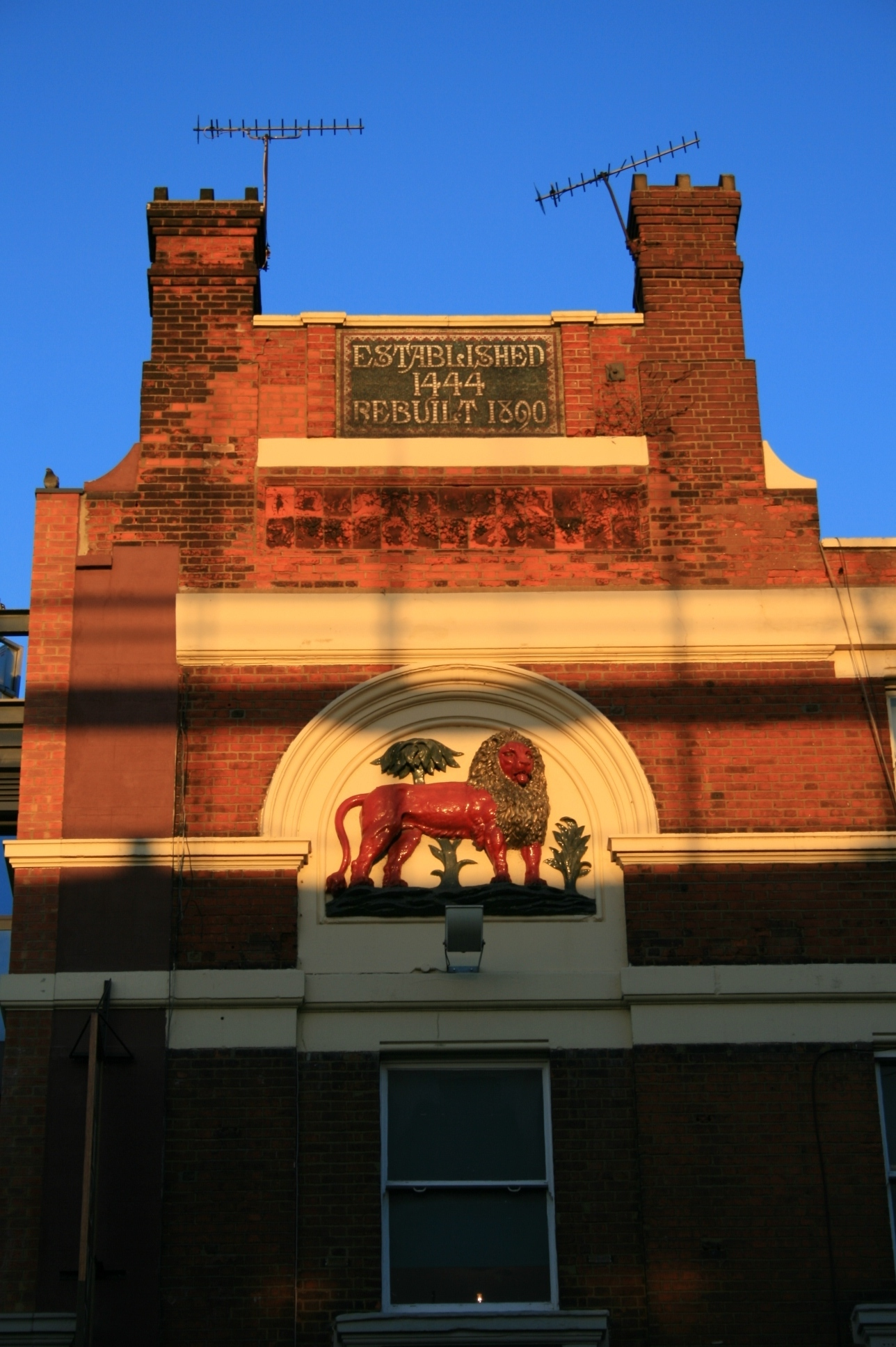
Red Lion
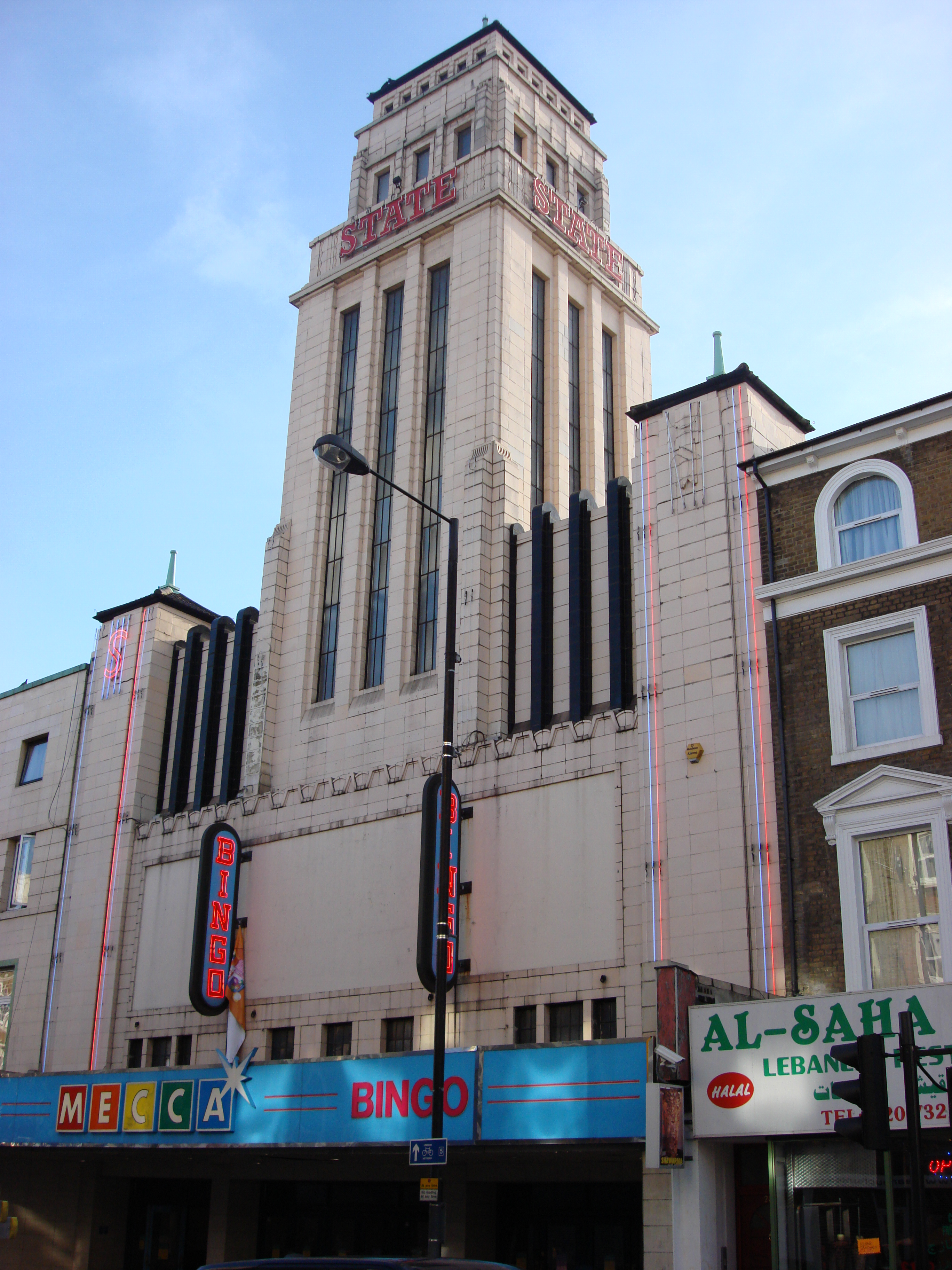
State Cinema
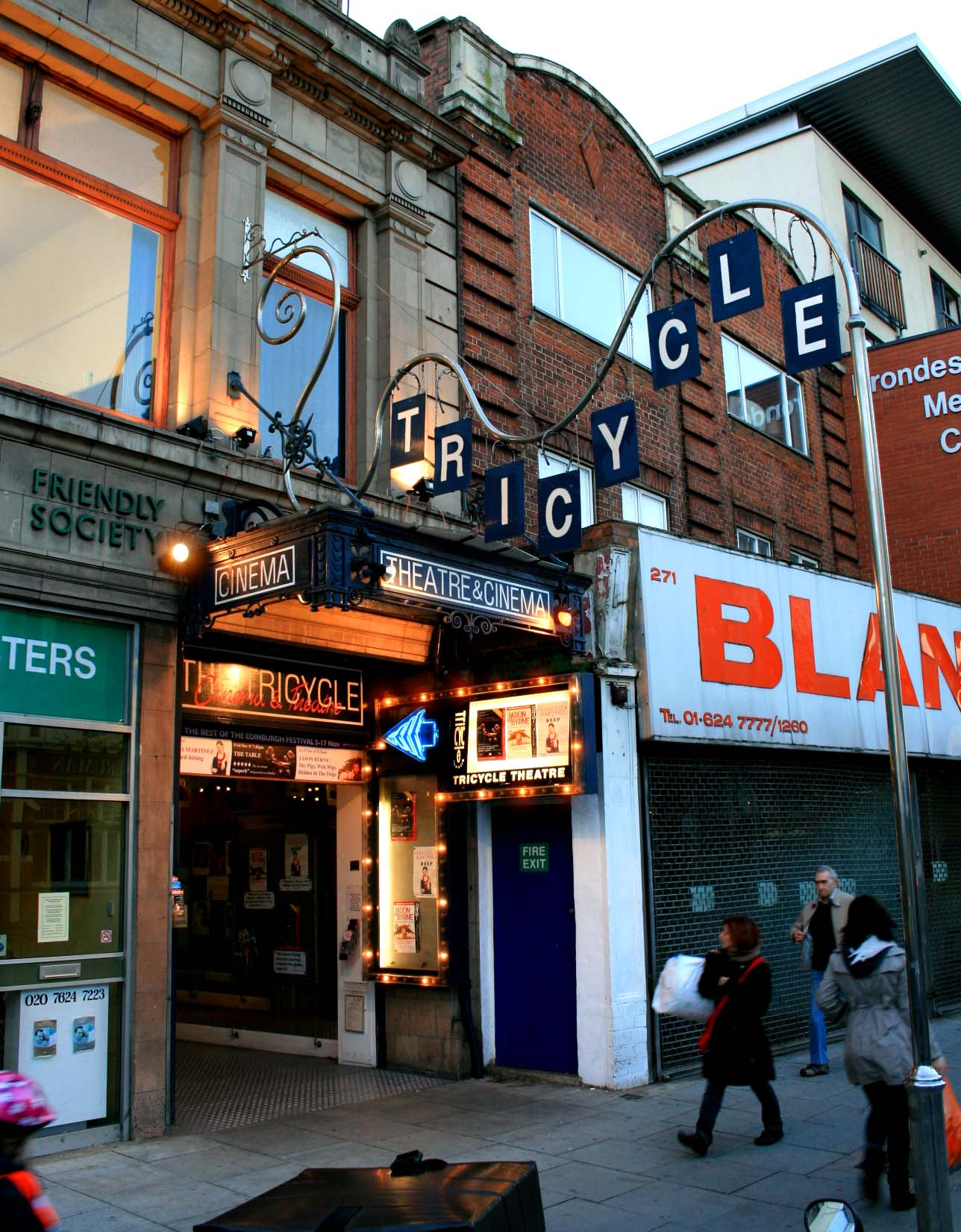
Tricycle Theatre
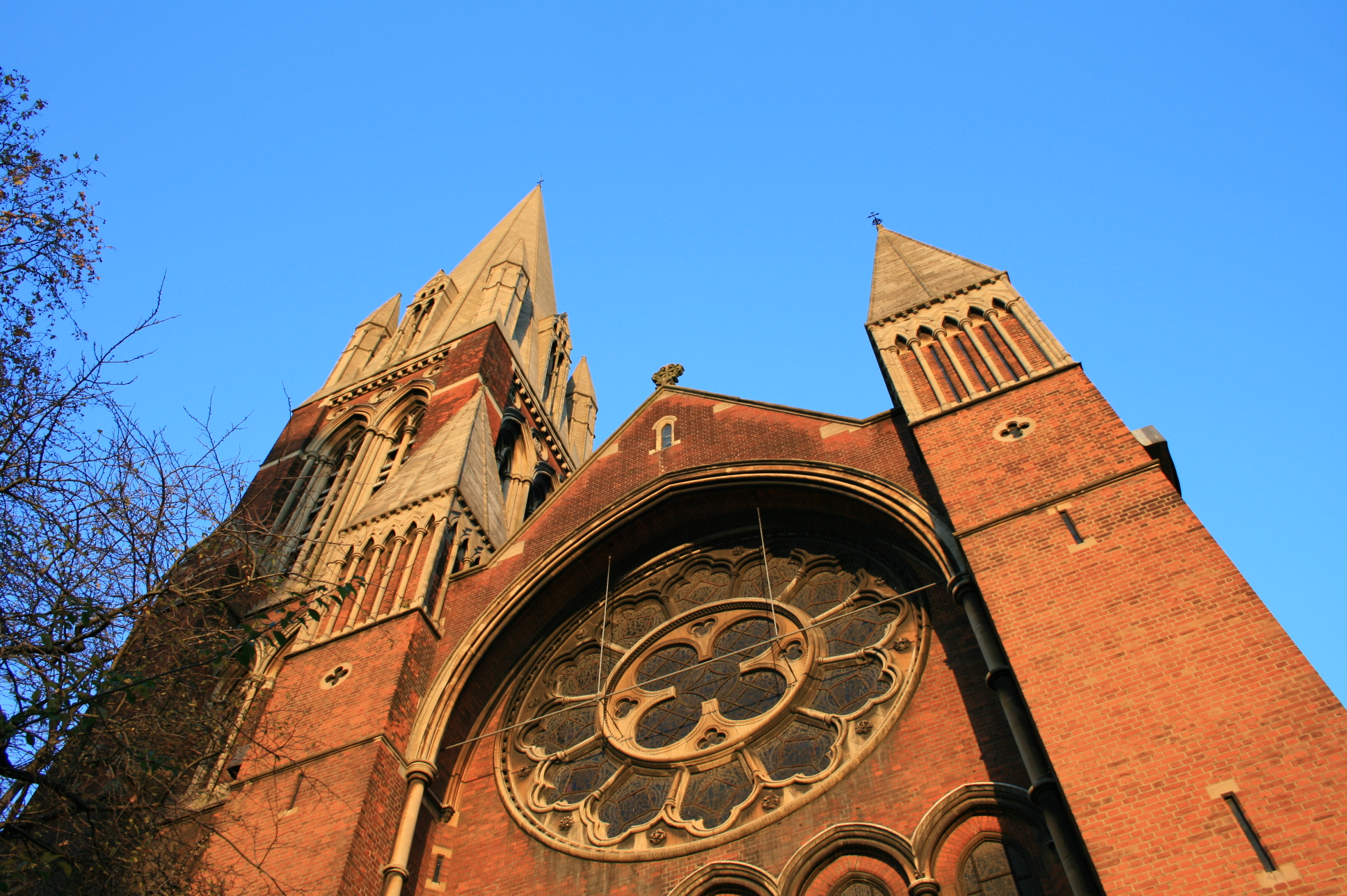
Kerk van St Augustine
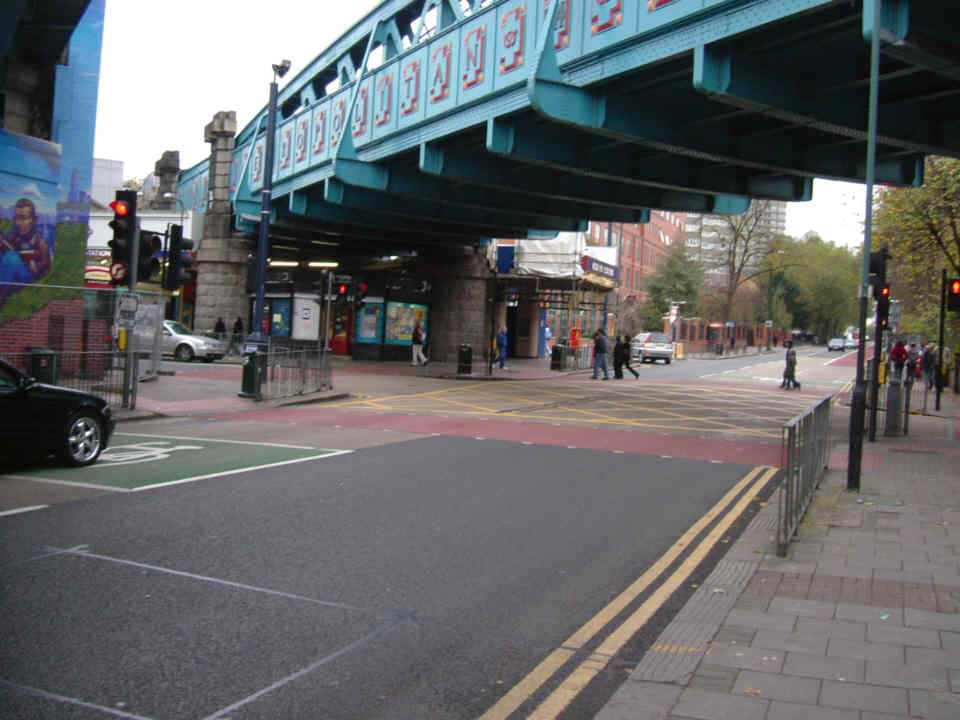
Killburn Station
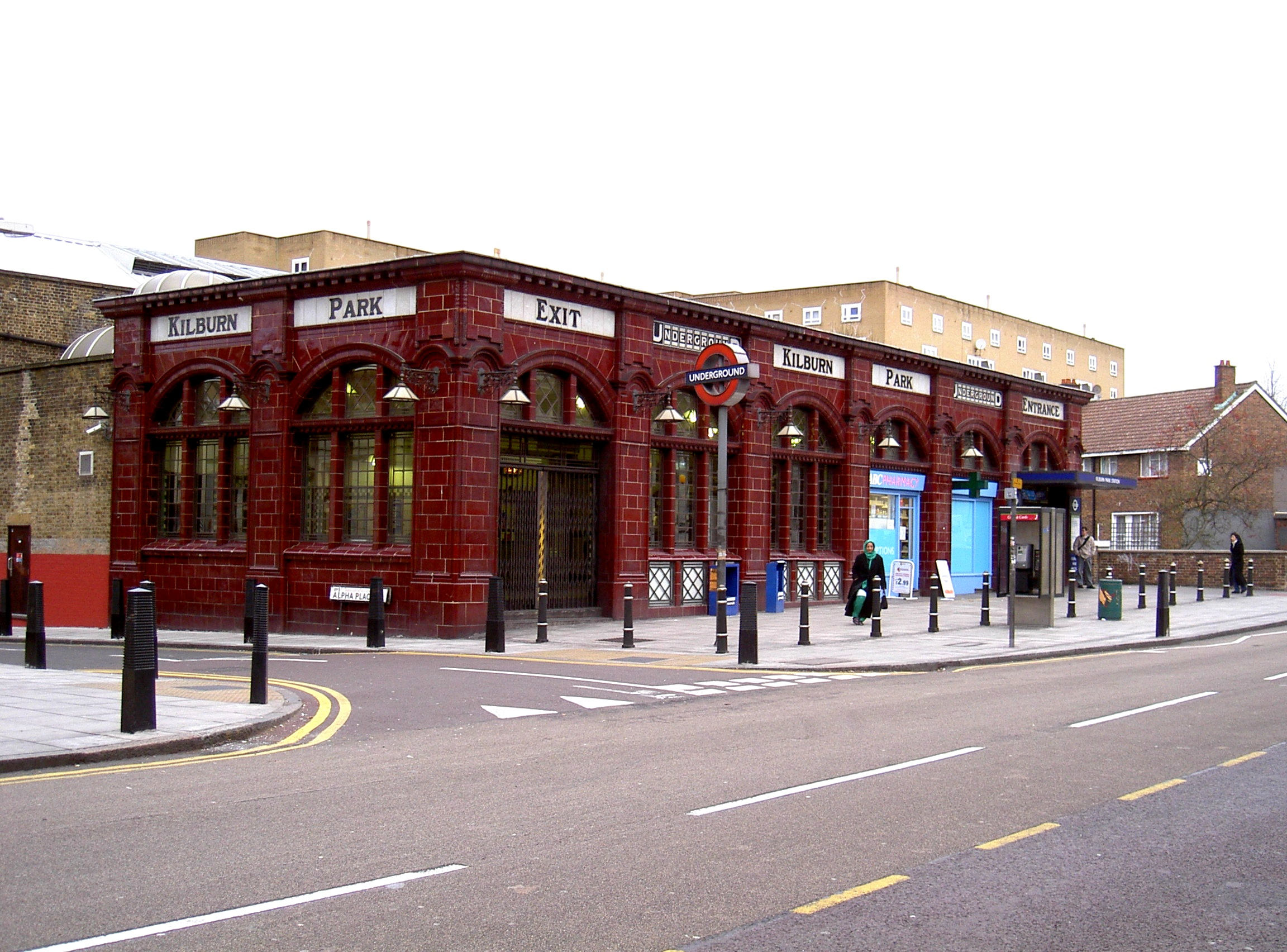
Metrostation Killburn Park